# Mount Nemesis
Mount Nemesis (in Argentinien Cerro Serrano, in Chile Cerro Durán) ist ein 790 m hoher Berg an der Fallières-Küste des Grahamlands im Norden der Antarktischen Halbinsel. Er ragt 3 km nordöstlich des seewärtigen Endes der Roman Four Promontory unmittelbar nördlich des Neny-Fjords auf.
Erste Vermessungen des Berges nahmen Teilnehmer der British Graham Land Expedition (1934–1937) unter der Leitung des australischen Polarforschers John Rymill im Jahr 1936 vor. Die Benennung geht vermutlich auf Wissenschaftler der United States Antarctic Service Expedition (1939–1941) zurück. Namensgeberin ist Nemesis, Göttin des „gerechten Zorns“ aus der griechischen Mythologie. Namensgeber der argentinischen Benennung aus dem Jahr 1978 ist ein Leutnant der argentinischen Armee, der an einer argentinischen Antarktisexpedition beteiligt war. Chilenische Wissenschaftler benannten den Berg dagegen nach Hugo Durán Díaz (1932–2024), der am 18. September 1964 als Erster die chilenische Flagge am geographischen Südpol hisste.